# .hack//Roots
.hack//Roots es un anime de 26 episodios, animada por el estudio Bee Train, que fue emitida en TV Tokyo y empezó a emitirse el 11 de noviembre de 2006 por Cartoon Network aún está siendo emitida.
En .hack//Roots se narra la historia de Haseo (ハセヲ), un Adept Rouge que acaba de comenzar a jugar al MMORPG The World R:2, que se verá envuelto en una serie de acontecimientos que implicarán un gran cambio tanto en el como en los que le rodean.

## Argumento
La historia nos ubica en el año 2016 donde después de un incendio la corporación CC logra relanzar su juego de roles en línea ahora mejorado.
Todo comienza cuando Haseo un jugador novato empieza a jugar The World:R2(versión mejorada del primer juego The World) por desgracia es atacado por unos PK (player killers) pero es salvado por Ovan, un misterioso hombre quien le propone el unirse a su equipo conocido como Twilight Brigade (la brigada del crepúsculo) tras pensarlo un poco Haseo se decide por unirse, los miembros de esta brigada tienen como
propósito el obtener un objeto llamado "the twilight key" (la llave del crepúsculo).
La historia transcurre 8 meses antes del juego .hack//G.U. siendo así una precuela del juego.

## Personajes
- Haseo (ハセヲ): Un Adept Rogue negro que acaba de empezar a jugar. De repente se verán en medio de las intrigas de las guilds TaN y Twilight Brigade. Haseo se verá obligado a escoger entre los dos bandos. Haseo en anteriores .hack también era Sora pero Skeith le sometió a Data Drained por traicionar a Morganna, tras lo cual quedó en coma hasta los eventos que involucraban a Kite, y perdió la memoria de lo sucedido durante .hack//SIGN.; cae en coma al final de la saga principal; ahora 7 años después no recuerda nada de la anterior y ha vuelto a jugar.

- Ovan (オーヴァン): Un misterioso Steam Gunner líder de la Twilight Brigade. Nadie sabe que esconde en su brazo izquierdo, siempre oculto y sellado por un gran candado. Casi siempre está ausente y no se ocupa de los deberes de su cargo. Su objetivo, al igual que el de su guild, es el de encontrar la key of twilligth. Al empezar la serie muestra un gran interés por Haseo.Nota: Ovan es Tri-edge (confundieron a kite)

- Shino (志乃): Se ocupa de liderar la Twilight Brigade cuando Ovan no está presente, también es la única persona que le conoce fuera del juego, al igual que éste, Shino intenta poner a Haseo de su parte en su guerra contra los TaN.

- Tabby (タビー): Una jugadora novata que empezó a jugar para huir de su vida real. Fue ayudada cuando empezó por Shino, por eso ingresa en la misma guild que ella. Durante la serie no quedan los claros los sentimientos de Tabby por cada uno de los personajes, y no es hasta el final de la serie que queda claro por quien se siente atraída. Tiende a ser dubitativa lo cual piensa demasiado y finalmente no acaba haciendo nada generalmente tiene una mentalidad pesimista lo cual se dice a sí misma lo poco que se vale y lo poco que se quiere

- Phyllo (フィロ): Es un extraño personaje que se pasa todo el día sentado en el puente de Mac Anu viendo pasar a la gente. Es una fuente de consejo por parte del resto de personajes de la serie. Fuera del juego es un hombre de 62 años que vive solo.

Sakisaka (匂坂): Miembro de la Twilight Brigade un poco holgazan y despreocupado, le encargan la enseñar a jugar a Tabby, tarea que cumple a regañadientes.
Gord (ゴード): Exmiembro de la Twilight Brigade, dejó la guild cansado de las extrañas misiones y de que se aprovecharan de él. Desde entonces su objetivo ha sido vencer a Ovan. También es un excelente recolector de información.
- Bset (Bセット): Exmiembro de la Twilight Brigade que dejó la guild al sentir que la estaban utilizando como un mero objeto sin valor, desde entonces ha seguido de cerca sus pasos, pero intentando mantenerse siempre en las sombras.

- Ender: Una violenta PK miembro de la guild TaN. Se encarga de hacer el trabajo sucio y las misiones más peligrosas de la guild. En realidad, este personaje es solo una tapadera para Pi.

- Tawaraya (俵屋): Se encarga de todo el comercio de la guild TaN, la función principal y en teoría única de la guild. Es conocido por ser capaz de conseguir cualquier tipo de objeto e información siempre y cuando puedas pagar sus servicios. Más tarde es obligado a cambiar de personaje, desde entonces se llama Touta

Naobi (直毘): Líder de TaN, lo único que quiere es saber cual es el secreto de Ovan y su brazo izquierdo, y no dudará en utilizar todo el poder de TaN si así fuese necesario. En realidad, este personaje no es más que una máscara para Yata. Naobi en los anterior .hacks era también Wiseman.
- Tri-Edge (三爪痕): PK misterioso cuya verdadera identidad se revela en el juego.hack//G.U, se dice que cada vez que mata a algún jugador , este queda en coma en la vida real. La persona detrás de Tri-edge es Ovan.

- Kuhn (クーン): Un Steam Gunner que decide crear la guild Canard para ayudar a todos los novatos del juego. Más adelante descubrirá que está ligado a Magus, ya que él es un epitaph user

- Seisaku (清作): Cambia bastante de personaje durante la serie, desde que conoce a Tabby la apoya en todo lo que puede y es evidente la atracción que siente por ella, aunque ésta no sea correspondida.

- Pi (パイ): El PJ que se escondía tras Ender, después de que TaN sea disuelta y todos sus miembros baneados, sigue en el juego con este personaje. En realidad es una administradora del sistema, y contiene a Tarvos, ella también es un epitaph user.

- Yata (八咫): Administrador del sistema, líder de la guild Raven y el personaje principal del jugador que utiliza Naobi. Aparece en la serie después de la disolución de TaN. Este PJ esconde a Fidchell, cuarta fase de Morganna.

- Saburou (三郎): Está a las órdenes de Pai. Su deber es vigilar a Haseo desde la desaparición de Shino e intentar que despierte el elemento que lleva en su interior.

- Touta (藤太): Después de que su anterior personaje, Tawaraya, fuera baneado, se creó a Touta para poder seguir jugando a The World R:2, aunque el nivel de su personaje es bajo, sus habilidades para conseguir cualquier tipo de ítem o información sigue siendo excelente.

- Taihaku (太白): Junto a Haseo, fue el único en conseguir superar el Bosque del Dolor, lugar donde se rumoreaba que, al final, aparecería Tri-Edge.

## Las clases de los personajes en .hack//Roots
Las 10 clases principales
- Twin Blade (navajas gemelas): una clase de personaje muy similar al original Twin Blade en The World, ellos utilizan dos espadas o navajas alargadas. Los Twin Blades están orientados a la velocidad hacer daño lo más rápido posible mediante golpes sucesivos (DPS→ Damage Per Second/Daño Por Segundo). Ellos tienen más estilos de ataques que cualquier otra clase. Cuando se usa a Azure Kite in GU, su clase jamás se menciona. Negimaru, Alkaid, Azure Kite, y Natsume también son Twin Blades. Esta el la primera de las 3 clases que Haseo escoge como su clase primaria al ser un Adept Rogue.

- Edge Punisher (castigador de filo): Una clase de personaje que usa espadas que requieren las dos manos para pelear, usualmente usan espadas llamadas: broadswords, similares a la Heavy Blade en The World. Algunas espadas se han colocado como "armas secundarias", como el, chainsaw que esta en el Centipede broadsword (Broad Legged) que Haseo tiene. Sus ataques son lentos pero muy poderosos. Algunos personajes como: Sakaki, Grein, Asta, Gabi, y Saburo. Pertenecen a esta clase Haseo escoge Edge Punisher como su segunda clase de Adept Rogue.

- Lord Partizan: Una clase que utiliza armas de polea, similar a los Long Arm en The World. Esta clase es usada por Piros 3rd, cuya arma luce como un taladro dorado, y Nala. Ellos pelean como Heavy Axemen, usando ataques que son lentos en comparación a otras clases, pero ellos pueden hacer un daño de inmediato. Lord Partizans tienen muchas de las habilidades de los monstruos incluyendo Armor-Piercing y :Aerial skills.

- Blade Brandier: Una clase de personaje que utiliza espadas de una mano o dagas para pelear. Ellos son rápidos, ágiles, con buena puntería, similar a los Blademaster en The World. Endrance, Silabus, Bordeaux, Kaede, Antares, Ender, Wool, Azure Balmung, Azure Orca, y :Cashmere son todos ellos Blade Brandiers. Azure Balmung, Azure Orca no tienen una clase oficialmente dada.

- Macabre Dancer: Esta clase única utiliza como arma unos abanicos y su magia se basa en cambiar las estadísticas de su grupo o las del enemigo y pelean con un fluido estilo de danza, ellos son conocidos en The World R:2 como 'Flowers of the Battlefield'(las flores del campo de batalla). Macabre Dancers se enfocan en magia de status. Yata, Naobi, y Hiiragi todos ellos son Macabre Dancers.

- Flick Reaper: Una rara clase que utiliza scythes (guadañas) o large axes (largas hachas).Sus estadísticas son similares a los Long :Arms, esta clase sobresale en velocidad y fuerza, pero tienen menos defensa. Esta clase es usada por: Zelkova, y es la tercera clase que Haseo escoge como Adept Rogue. Ellos están diseñados para barrer en combate, literalmente "barre" a los enemigos antes de que puedan entrar en rango de ataque. claro que un Steam Gunner o Lord Partizan puede acabar con ellos fácilmente.

- Tribal Grappler: Una clase que usa sus: puños, garras, pies y varios estilo de lucha para el combate. Son similares a los Knuckle :Master que aparecen en .hack//Legend of the Twilight Bracelet. Esta clase es usada por: Pi, Sirius, Tabby, y Gord. Ellos pueden fácilmente hacer un solo Rengeki Finish attacks with.

- Harvest Cleric: Un personaje que usa varas y se especializa en defensa y magia curativas en lugar de pelear directamente. Similar a los Wavemaster en The World. Esta clase se enfoca en magia. Algunos personajes que usan esta clase son: Atoli, Shino, Phyllo, y Seisaku

- Shadow Warlock: Similar a los Wave master, el Shadow Warlock es una clase de personaje que usa magia ofensiva, aumentada por un gran libro de hechizos, en lugar de ataques físicos para vencer a los oponentes. Algunos personajes que usan esta clase son: Sakubo, :Gaspard, Tawaraya, y Tohta.

- Steam Gunner: Una clase que usa rifles con una espada como bayoneta a lo largo de la pistola. Esta clase se especializa en ataques de largo y corto alcance para pelear. Algunos personajes que usan esta clase son: Kuhn, Ovan, Taihaku, Sakisaka, y B.

- Adept Rogue: Una rara clase que utiliza múltiples armas, y varias habilidades. Adept Rogues tienen la habilidad de usar 3 tipos de armas diferentes que ellos seleccionan al crear su personaje usando un sistema de colocación de puntos. Al jugador se le dan 4 puntos y debe distribuirlos entre las clases deseadas, que varían en términos de puntos:

- Twin Blade: 1 Punto. Edge Punisher: 1 Punto. Blade Brandier: 1 Punto. Tribal Grappler: 2 Puntos. Flick Reaper: 2 Puntos. Lord Partizan: 2 Puntos. Steam Gunner: 3 Puntos. Macabre Dancer: 3 Puntos. Harvest Cleric: 3 Puntos. Shadow Warlock: 3 Puntos.

Pero ellos no pueden usarlos desde el principio. Al comenzar, ellos solo pueden usar el primer tipo de arma; las otras esta bloqueadas. Al completar misiones exclusivas, estas habilidades se desbloquean, y la apariencia del personaje cambia (un ejemplo es como Haseo cambia de apariencia en los juegos de //G.U.).Esta es la "habilidad extendida" de un Adept Rogue. Al comenzó a jugar un Adept Rogue sube su clase muy lentamente los diferentes status. Por ejemplo un 10 Twin Blade nivel 10 es mejor peleando que un Adept Rogue con armas de Twin Blade de nivel 10. (Esto es porque un Adept Rogue generalmente usa muchos tipos de armas más que cualquier otra clase, y por eso, su habilidad no es tan alta como los que solo usan una clase.) Aunque todos los Adept Rogue solo pueden acceder a 3 clases; algunos personajes (como Haseo) han hackeado sus PC (player character) para romper esta regla y obtener una 4 clase.
Algunos personajes con esta clase son: Haseo, Matsu, y Sophora.

## .hack//G.U.
Es un videojuego lanzado para la PlayStation 2 que se sitúa 8 meses después de los eventos de .hack//Roots, allí vemos a Haseo como un jugador del nivel 133 conocido como The Terror Of The Death (El Terror De La Muerte), un PKK (Player Killer Killer).

## Lista de Episodios
1. Welcome to The World (5 de abril de 2006)
2. Twilight Brigade (12 de abril de 2006)
3. Join (19 de abril de 2006)
4. Forefeel (26 de abril de 2006)
5. Distrust (3 de mayo de 2006)
6. Conflict (10 de mayo de 2006)
7. Intrigue (17 de mayo de 2006)
8. Startin (24 de mayo de 2006)
9. Melle (31 de mayo de 2006)
10. Missing (7 de junio de 2006)
11. Discord (14 de junio de 2006)
12. Break Up (21 de junio de 2006)
13. Tragedy (28 de junio de 2006)
14. Unreturner (5 de julio de 2006)
15. Pad (12 de julio de 2006)
16. Resolution (19 de julio de 2006)
17. Painful Forest (26 de julio de 2006)
18. Limit (9 de agosto de 2006)
19. Violation (16 de agosto de 2006)
20. Pursuit (23 de agosto de 2006)
21. Defeat (30 de agosto de 2006)
22. Bonds (6 de septiembre de 2006)
23. Trial (13 de septiembre de 2006)
24. Confront (20 de septiembre de 2006)
25. Truth (27 de septiembre de 2006)
26. Determination (27 de septiembre de 2006)

## Banda Sonora
- Opening:

"Silly Go Round" de FictionJunction YUUKA.
- Ending :

"Boukoku Kakusei Catharsis" de Ali Project.